# Hilda Carlén
Hilda Carlén est une footballeuse internationale suédoise née le 13 août 1991 à Ystad. Elle évolue au poste de gardienne de but.
Son père, Per Carlén, est handballeur international suédois.

## Biographie

### En équipe nationale
Avec les moins de 19 ans, Hilda Carlén participe au championnat d'Europe des moins de 19 ans 2009 organisé en Biélorussie. La Suède atteint la finale de la compétition, en étant battue par l'Angleterre.
Hilda Carlén dispute ensuite avec les moins de 20 ans, la Coupe du monde des moins de 20 ans 2010 qui se déroule en Allemagne. Lors du mondial junior, elle joue quatre matchs. La Suède atteint les quarts de finale de la compétition, en étant battue par la Colombie.
En 2015, Carlén est retenue par la sélectionneuse Pia Sundhage afin de participer à la Coupe du monde 2015 au Canada. Officiant comme gardienne remplaçante, elle ne joue aucun match lors du mondial. La Suède atteint les huitièmes de finale de la compétition, en se faisant éliminer par l'Allemagne.
En 2016, Carlén figure dans la liste des 18 joueuses qui participent aux Jeux olympiques organisés au Brésil.

## Palmarès
- Finaliste du championnat d'Europe des moins de 19 ans 2009 avec l'équipe de Suède des moins de 19 ans
- Championne de Suède en 2011 avec le FC Malmö
- Vainqueur de la Supercoupe de Suède en 2010 avec le Linköpings FC ; en 2011 et 2012 avec le FC Malmö